# Сєверотатарське
Сєверотатарське (рос. Северотатарское) — село у Татарському районі Новосибірської області Російської Федерації.
Входить до складу муніципального утворення Сєверотатарська сільрада. Населення становить 829 осіб (2010).

## Історія
Згідно із законом від 2 червня 2004 року органом місцевого самоврядування є Сєверотатарська сільрада.

## Населення
| 2002 | 2007 | 2010 |
| ---- | ---- | ---- |
| 899  | ↘889 | ↘829 |